# Niwica (gmina)
Niwica (1946-49 Zagłoby z niem. Zibelle) – dawna gmina wiejska istniejąca w latach 1946–1954 i 1973–1976. Siedzibą władz gminy była Niwica (Zagłoby).
Gmina Zagłoby powstała po II wojnie światowej na terenie tzw. Ziem Odzyskanych (tzw. II okręg administracyjny – Dolny Śląsk) z obszarów zniesionych efemerycznych gmin: Marców (Marcinów) i Żórawek (Żarki Wielkie) z włączoną do niej wschodnią częścią Mużakowa o nazwie Łuknica (Łęknica). Należała do powiatu żarskiego w  województwie wrocławskim. 6 lipca 1950 gmina wraz z całym powiatem żarskim weszła w skład nowo utworzonego woj. zielonogórskiego.
Według stanu z 1 lipca 1952 gmina składała się z 21 gromad: Bronowice, Buczyny, Chwaliszowice, Czaple, Gniewoszyce, Karsówka, Łęknica, Łuków, Mały Żaków, Marcinów, Młotów, Niwica, Nowe Czaple, Okalenice, Przewoźniki, Siemiradz, Stare Czaple, Wierzbięcin, Włostowice, Żarki Małe i Żarki Wielkie. Gmina została zniesiona 29 września 1954 wraz z reformą wprowadzającą gromady w miejsce gmin.
Jednostkę reaktywowano 1 stycznia 1973 w tymże powiecie i województwie. 1 czerwca 1975 gmina weszła w skład nowo utworzonego (mniejszego) woj. zielonogórskiego.
15 stycznia 1976 gmina została zniesiona, a jej obszar włączony do gmin:
- Przewóz (obszar sołectwa Dąbrowa Łużycka),
- Trzebiel (obszary sołectw: Bronowice, Chwaliszowice, Czaple, Gniewoszyce, Karsówka, Łuków, Marcinów, Mieszków, Niwica, Nowe Czaple, Przewoźniki, Siemiradz, Wierzbięcin, Włostowice i Żarki Małe).